# Alianza Estratégica (Perú)
La Alianza Estratégica (AE) fue una asociación civil establecida en marzo de 2002 en Lima, Perú. Su propósito inicial fue la colaboración entre tres importantes universidades públicas peruanas: la Universidad Nacional Mayor de San Marcos (UNMSM), la Universidad Nacional de Ingeniería (UNI) y la Universidad Nacional Agraria La Molina (UNALM). En 2010, la Universidad Nacional del Callao (UNAC) se integró como el cuarto miembro de la alianza.
La Alianza Estratégica promovió programas de intercambio académico a nivel de pregrado y posgrado con instituciones universitarias en países como Francia, España, Italia, Estados Unidos, Alemania, China, Taiwán, Corea del Sur y Japón.

## Organización y Objetivos
La administración, dirección y representación de la Alianza Estratégica recaía en su Consejo Directivo. No obstante, la Asamblea General de Asociados, integrada por los rectores de las universidades miembro, constituía el órgano supremo de la organización. La Alianza Estratégica se propuso como objetivo la unificación de esfuerzos y el fortalecimiento de la colaboración entre sus instituciones miembro, buscando contribuir al progreso de la sociedad a partir de valores como la veracidad, el respeto a la dignidad humana, la libertad de pensamiento, la responsabilidad social y el compromiso con el desarrollo. Entre las funciones principales de este consorcio figuró la promoción de una mejor calidad de educación superior en el Perú. Para ello, las universidades miembro compartieron sus recursos bibliotecarios con los estudiantes de las instituciones asociadas.

## Miembros

### Miembros principales
- Universidad Nacional Mayor de San Marcos
- Universidad Nacional de Ingeniería
- Universidad Nacional Agraria La Molina
- Universidad Nacional del Callao

### Miembros asociados
- Universidad Nacional de San Antonio Abad del Cusco
- Universidad Peruana de Ciencias Aplicadas
- Universidad Nacional de San Agustín de Arequipa
- Universidad ESAN
- Universidad Nacional Federico Villarreal
- Universidad de Piura
- Universidad Privada Antenor Orrego
- Universidad Tecnológica del Perú
- Universidad Nacional Tecnológica de Lima Sur
- Universidad Nacional de Cajamarca
- Universidad Nacional de Trujillo
- Universidad Nacional de Piura
- Universidad Nacional del Santa
- Universidad Nacional Santiago Antúnez de Mayolo
- Universidad Científica del Sur